# Apamea runata
Apamea runata är en fjärilsart som beskrevs av Smith 1899. Apamea runata ingår i släktet Apamea och familjen nattflyn. Inga underarter finns listade i Catalogue of Life.